# Daniela Stackeová
Daniela Stackeová (* 28. ledna 1972 Svitavy) je česká vysokoškolská pedagožka v oboru fyzioterapie.

## Život
Vystudovala fyzioterapii na Fakultě tělesné výchovy a sportu Univerzity Karlovy (FTVSUK). V roce 2015 se habilitovala v oboru kinantropologie na Fakultě sportovních studií Masarykovy univerzity v Brně.
Pedagogicky působí jako vedoucí katedry pedagogiky a psychologie na Vysoké škole tělesné výchovy a sportu Palestra v Praze, externě pak i na II. lékařské fakultě UK v Praze a na Fakultě společenských studií VŠ Humanitas. Je členkou výboru Společnosti psychosomatické medicíny České lékařské společnosti Jana Evangelisty Purkyně.
Je také popularizátorkou zdravého životního stylu a lektorkou kurzů pro instruktory fitness.

## Dílo – výběr
- Tělesné sebepojetí v kontextu psychosomatiky[4]
- Relaxační techniky ve sportu, Grada 2011
- Cvičení na bolavá záda, Grada 2012
- Fitness programy pro ženy, Grada 2013
- Fitness programy z pohledu kinantropologie, Galén 2014